# Leigh Turner
Robert Leigh Turner (nacido en 1958) es un diplomático británico que se ha desempeñado como Cónsul General en Estambul, Turquía, entre 2012 y 2016, y como Embajador del Reino Unido en Austria y representante ante la Oficina de las Naciones Unidas en Viena desde agosto de 2016.

## Biografía
Nacido en 1958, se graduó de la Universidad de Cambridge. En 1979 se unió a la administración pública británica como ayudante en una pasantía. Después de trabajar en los departamentos de transporte y medio ambiente, y el Tesoro, se incorporó al Ministerio de Relaciones Exteriores y de la Mancomunidad de Naciones en 1983. Ha desempeñado funciones en Austria, Rusia, Alemania y Ucrania y Turquía.
Entre 2006 y 2008 se desmepeñó como comisionado del Territorio Antártico Británico y comisionado del Territorio Británico del Océano Índico, con sede en Londres. De junio de 2008 a julio de 2012 fue embajador británico en Ucrania, residente en Kiev. Entre septiembre de 2012 y principios de 2016 se desempeñó como Cónsul en Estambul y director general de Comercio con Turquía, Asia Central y el Cáucaso Sur. Fue nombrado Compañero de la Orden de San Miguel y San Jorge (CMG) en los honores del Año Nuevo de 2014 por sus servicios a los intereses británicos en Ucrania y Turquía.
En marzo de 2016, Turner publicó en redes sociales una autofoto con dos periodistas acusados por el gobierno turco por espionaje. Esto le valió acusaciones por parte del presidente turco Recep Tayyip Erdoğan.
En diciembre de 2015 se anunció que había sido designado como el embajador británico en Austria y representante permanente ante las Naciones Unidas en Viena, ocupando en cargo desde agosto de 2016.